# Christopher Jullien
Christopher Jullien, född 22 mars 1993, är en fransk fotbollsspelare som spelar för Montpellier.

## Karriär
Den 28 juni 2019 värvades Jullien av Celtic, där han skrev på ett fyraårskontrakt. Den 23 augusti 2022 värvades Jullien av Ligue 1-klubben Montpellier, där han skrev på ett treårskontrakt.